# Albuca batteniana
Albuca batteniana ist eine Pflanzenart der Gattung Albuca in der Familie der Spargelgewächse (Asparagaceae). Das Artepitheton batteniana ehrt die südafrikanische botanische Künstlerin und Lehrerin Auriol Batten (* 1918).

## Beschreibung
Albuca batteniana ist eine immergrüne Pflanze. Ihre einzelnen, eiförmigen, oberirdischen und nur selten unterirdischen Zwiebeln weisen eine Länge von 5 Zentimetern auf und sind 3 Zentimeter breit. Die fleischigen, grünen Zwiebelschuppen sind an ihren Spitzen gestutzt. Die fleischigen Wurzeln weisen einen Durchmesser von bis zu 2 Millimeter auf. Die dunkelgrünen, kahlen Laubblätter bilden eine Rosette. Sie sind länglich, linealisch verschmälert, rinnig sowie weich und sukkulent. Ihre Blattspreite ist 10 bis 30 Zentimeter lang und 2 bis 3 Zentimeter breit. Die Blattspitze ist spitz.
Der Blütenstand trägt ausgebreitete Trauben mit einer Länge von bis zu 80 Zentimeter. Der Blütenschaft ist bis zu 25 Zentimeter lang und misst an seiner Basis 6 bis 10 Millimeter im Durchmesser. Die grün und weißen, spitz zulaufenden Brakteen sind 4 Zentimeter lang und 1,3 Zentimeter breit. Ihre Ränder sind durchscheinend. Die aufrechten Blüten sind gestielt. Der Blütenstiel an der Basis des Blütenstandes ist bis zu 12 Zentimeter lang. Darüber wird er kürzer und miss schließlich bis zu 3,5 Zentimeter. Die länglichen, kapuzenförmigen Perigonblätter sind weiß und besitzen einen grünen Mittelstreifen. Die äußeren Perigonblätter sind 3 bis 4,2 Zentimeter lang und 0,7 Zentimeter breit, die inneren weisen eine Länge von 2,5 bis 3 Zentimeter auf und sind ebenfalls 0,7 Zentimeter breit. Die weißen, 1,5 bis 2 Zentimeter langen Staubfäden sind an ihrer Basis abgeflacht. Die länglichen Staubbeutel sind beweglich. Die äußeren Staubbeutel sind 4 Millimeter lang und 1 Millimeter breit, inneren 7 Millimeter lang und 2,5 Millimeter breit. Der stumpf dreikantige Fruchtknoten ist 8 bis 12 Millimeter lang. Der Griffel weist eine Länge von 1 bis 1,3 Zentimeter auf. Die dreilappigen Narben sind weiß. Die Blütezeit reicht vom Frühling bis in den Herbst.
Die Früchte enthalten flache, glänzende Samen.

## Systematik und Verbreitung
Albuca batteniana ist in der südafrikanischen Provinz Ostkap im Valley Bushveld an steilen Feldwänden verbreitet.
Die Erstbeschreibung durch Olive Mary Hilliard und Brian Laurence Burtt wurde 1985 veröffentlicht.
Ein Synonym ist Ornithogalum battenianum (Hilliard & B.L.Burtt) J.C.Manning & Goldblatt (2004).

## Nachweise